# École de tir d'artillerie de campagne et d'artillerie à pied

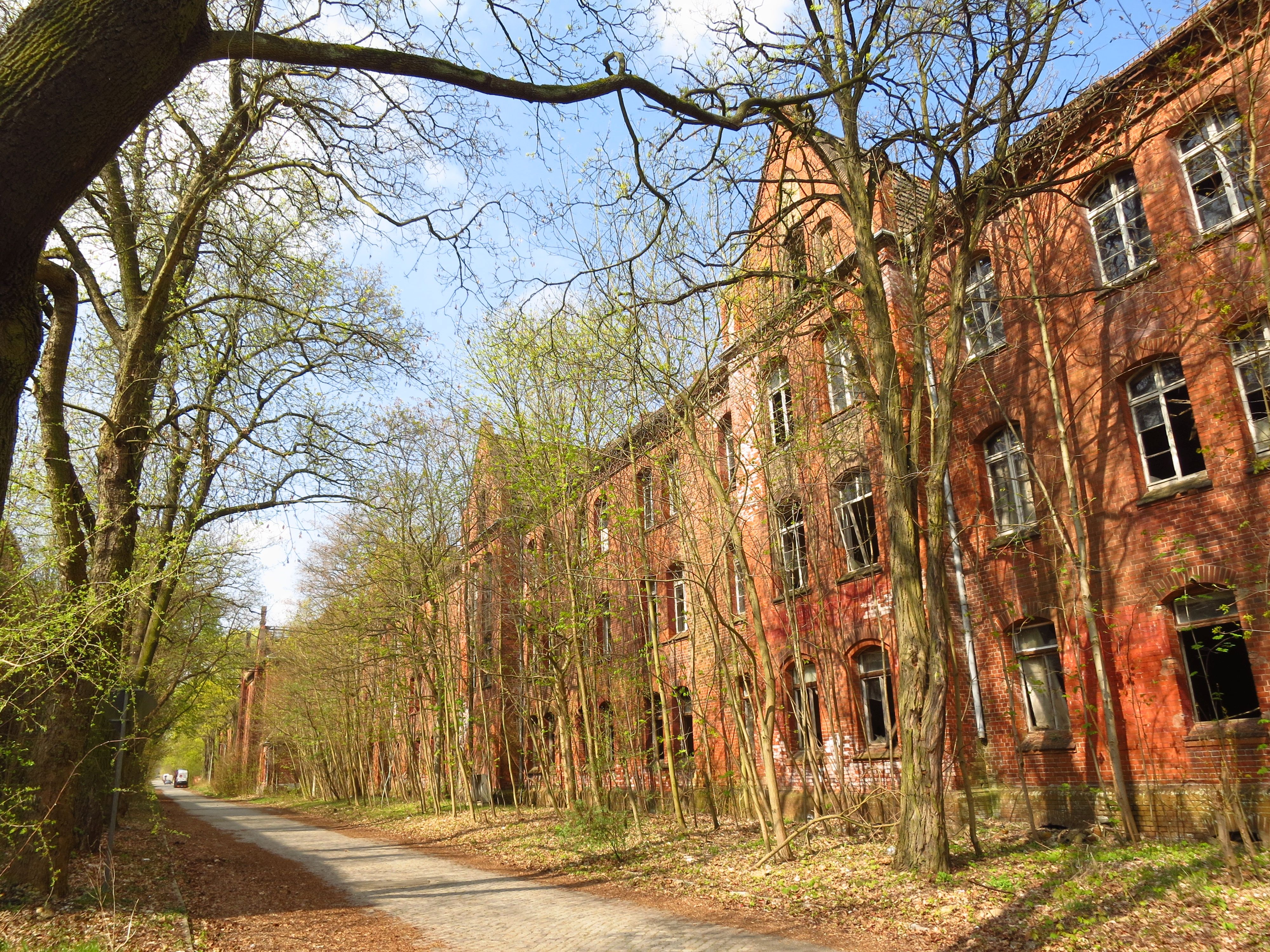
Caserne de la Tauentzienstrasse.

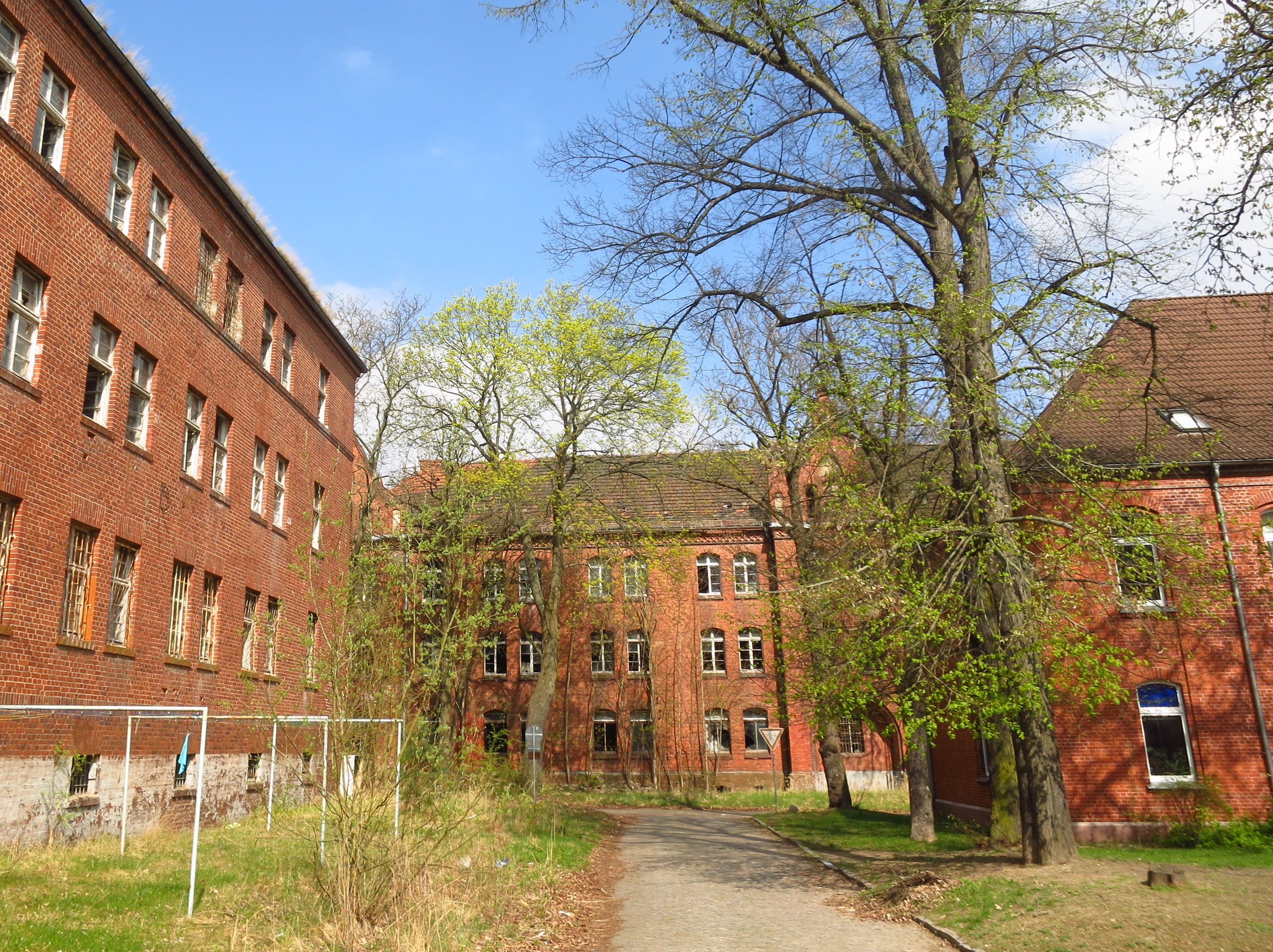
Caserne de la Tauentzienstrasse.

L'école de tir d'artillerie de campagne et d'artillerie à pied est située à Jüterbog dans l'arrondissement de Teltow-Fläming dans le Brandebourg. L'école de tir d'artillerie de campagne et d'artillerie à pied est un monument classé.

## Emplacement
L'école de tir d'artillerie de campagne et d'artillerie à pied se trouve au nord-ouest de la gare de Jüterbog, dans la ville-caserne de Jüterbog II. Jüterbog II est fondée en 1890 et comprend, outre l'école de tir, des maisons civiles nécessaires à côté de la caserne. En 1897, le quartier obtient sa propre gare. Le quartier de la caserne est presque aussi grand que la vieille ville de Jüterbog. Le nom de Jüterbog II provient du bureau de poste responsable à l'époque. Aujourd'hui, Jüterbog II n'est pas un quartier officiel.

## Histoire
L'école de tir d'artillerie est fondée à Spandau en 1867. Le champ de tir associé se trouve à Tegel. L'école de tir de l'armée est fondée pour former des officiers. Les officiers doivent se familiariser avec la technologie en constante évolution de l'artillerie. En 1872, l'école de tir est divisée en une école d'artillerie de campagne et une école de tir d'artillerie à pied. À cette époque, deux écoles de tir sont mentionnées dans la littérature. En 1890, l'école d'artillerie est ensuite transférée à Jüterbog. Le terrain à Tegel et Spandau n'est plus suffisant pour l'entraînement. Le champ de tir de Jüterbog, construit en 1864, est agrandi en 1889 pour le déménagement de l'école de tir. La caserne est construite de 1890 à 1902 et l'école d'artillerie est logée dans la caserne jusqu'à son achèvement.
À partir de 1892, presque tous les officiers d'artillerie sont formés à Jüterbog, à l'exception des officiers bavarois. En 1900, l'école d'artillerie de campagne compte un régiment et en 1905, l'école d'artillerie à pied compte un bataillon. En 1912, un deuxième bataillon d'artillerie à pied est formé, les casernes sont situées sur le Fuchsberg.
L'école d'artillerie de Jüterbog continue d'exister pendant la république de Weimar, lorsque la Reichswehr est réduite à 100 000 hommes. Pendant ce temps, l'école de tir est agrandie pour inclure l'école des lanceurs de mines et l'école de presse. La séparation de l'artillerie de campagne et d'une école de tir d'artillerie à pied est également abolie. À partir de 1933, l'école d'artillerie et le champ de tir sont encore agrandis. En 1942, une nouvelle école d'artillerie est créée à Berlin, l'école d'artillerie de Jüterbog s'appelle école d'artillerie II. Lorsqu'en août 1943, la grande région de Berlin est de plus en plus attaquée par des avions, l'école est transférée à Groß Born en Poméranie.
De 1945 à 1994, l'école d'artillerie est utilisée par l'Armée rouge. Après le départ de l'Armée rouge, les casernes sont partiellement transformées en appartements.

## Complexe
Le complexe est en partie utilisé comme immeuble résidentiel, mais de nombreux bâtiments n'existent plus ou sont en ruine. Cela est particulièrement vrai des écuries à un étage au nord de la Straße Alte Garnison. Les immeubles sont situés dans la Tauentzienstrasse, l'Alte Garnison, la Bülowstrasse, la Brückenstrasse, la Friedensstrasse, la Parkstrasse et la Schmidtstrasse. La plupart des rues ont des rangées d'arbres différents. À l'ouest   de la maison de l'équipage (11) se trouve aujourd'hui une installation solaire.

### Casernes
Les casernes sont construites de 1890 à 1893. Ce sont des bâtiments de trois étages de style gothique en brique de Brandebourg. Outre la caserne (2), qui est doublée en 1902, il existe de courtes ailes latérales et un risalit central côté cour. Le côté rue est caractérisé par des saillies et des pignons aveugles. Les casernes (2) et (4) ont des pignons à redents, les annexes sont couvertes. Les autres bâtiments ne sont pas structurés de manière aussi élaborée. Dans les années 1930, les formes sont partiellement réduites. La caserne (11) est construite en 1900, elle abrite le 3e département d'enseignement. Dans l'aile centrale se trouve une tourelle, où se trouve un réservoir d'eau. La caserne (11) est aujourd'hui en ruine (état octobre 2018).

### Bâtiment administratif
Le bâtiment administratif de l'école d'artillerie est situé en face du mess des officiers. Le bâtiment est achevé en 1893. Le bâtiment est également à trois étages, la façade est structurée comme les casernes avec des saillies.

### Écuries
Les écuries sont situées au sud de Bülowstraße et sont achevées en 1893 ou avant. Les bâtiments d'un étage sont aujourd'hui en ruines ou n'existent plus. Comme il n'y a pas de véhicules motorisés, les chevaux sont nécessaires en grand nombre.

### Bâtiments de ferme et le château d'eau
Le bâtiment de ferme de l'artillerie à pied est achevé en 1893. Dans les années 1930, le bâtiment est transformé en établissement balnéaire. Le bâtiment est situé sur la rue Alte Garnison. Le bâtiment a un plan d'étage en forme de H, avec la transformation en une installation de baignade, les ailes courtes du côté nord sont allongées. Les ailes latérales ont un toit en demi-croupe, les façades sont divisées par différentes saillies.
Le bâtiment de ferme de l'école d'artillerie de campagne est construit de 1893 à 1903. Le complexe à trois ailes sert initialement de cantine du personnel et de mess des sous-officiers. Dans les années 1930, le bâtiment et une quatrième aile sont ajoutés. Les ailes ont toutes un toit en croupe. La façade du côté nord est divisée par un avant-corps central avec une lucarne, du côté est et ouest il y a des avant-corps. Il y a des escaliers dans l'avant-corps.
Le premier château d'eau est situé au nord de Bülowstraße à l'extrémité ouest de la ville caserne. La tour est construite entre 1893 et 1902. Le château d'eau est rond, la base est lisse. Le fût est divisé par des pilastres fermés par une arcature aveugle. La tête du château d'eau ne surplombe pas, mais est divisée par des bandes de pilastres. Le toit est plat et peut être utilisé comme plate-forme d'observation.
Le deuxième château d'eau est probablement construit en 1893. En 1999, un plan daté de 1893 et un document fondateur de l'école d'artillerie sont retrouvés dans le château d'eau. Le plan d'étage est carré, le toit est un toit de tente.

### Mess des officiers
Le mess des officiers est achevé en 1893, mais le bâtiment estdétruit dans un incendie à la fin des années 1920. Il est reconstruit dans un style simplifié. En 1939, des annexes sont ajoutées au bâtiment sur les côtés ouest et est. À l'est, c'est une maison d'officiers, à l'ouest un bâtiment d'état-major. À l'origine, il s'agit d'un bâtiment de quatre ailes à un et deux étages. Il est reconstruit en un bâtiment de deux étages avec un toit en croupe.

### Bâtiments résidentiels
Les bâtiments résidentiels entre Tauentzienstraße et Brückenstraße sont probablement construits pour le directeur et la faculté de l'école. Ces bâtiments résidentiels comprennent deux maisons au sud de la rue du pont. Il y a donc trois groupes de bâtiments. Il y a des maisons unifamiliales et multifamiliales. À l'origine, il y a des jardins autour des maisons.
Les bâtiments résidentiels de l'école d'artillerie à pied sont construits en 1893, seul le n°16 est construit plus tard. Ils sont à l'ouest et à l'est de l'école d'artillerie à pied du mess des officiers. Les bâtiments résidentiels sont à deux étages et ont un toit en croupe. Les maisons sont divisées par des avant-corps, des pignons et des panneaux de plâtre. Les ensembles de bâtiments résidentiels comprennent également une ancienne buanderie et une station de pompage.
Les bâtiments d'habitation de l'école d'artillerie de campagne et le bâtiment de stockage associé est construit entre 1893 et 1903. Il y a des maisons à deux et trois étages. Cet ensemble comprend le corps de garde principal, un bâtiment administratif, une station de pompage et le château d'eau de plan carré.